# Anders Petersen (Sportschütze)
Anders Martinus Petersen (* 13. Juli 1876 in Vordingborg; † 8. Dezember 1968 in Glostrup Kommune) war ein dänischer Sportschütze.

## Erfolge
Anders Petersen nahm an den Olympischen Spielen 1920 in Antwerpen teil. Mit dem Armeegewehr belegte er im stehenden Anschlag im Einzelwettbewerb den siebten Platz. In der Mannschaftskonkurrenz wurde er gemeinsam mit Niels Larsen, Anders Peter Nielsen, Lars Jørgen Madsen und Erik Sætter-Lassen vor der US-amerikanischen und der schwedischen Mannschaft Olympiasieger.
Bei Weltmeisterschaften sicherte sich Petersen 1914 in Viborg mit dem Freien Gewehr in der Stehend-Position die Silber- und mit der Mannschaft im Dreistellungskampf die Bronzemedaille.